# Relations entre le Bangladesh et le Royaume-Uni
Les relations entre le Bangladesh et le Royaume-Uni sont les relations bilatérales de la république populaire du Bangladesh et du Royaume-Uni de Grande-Bretagne et d'Irlande du Nord. Les deux pays sont membres du Commonwealth et des Nations unies.

## Histoire

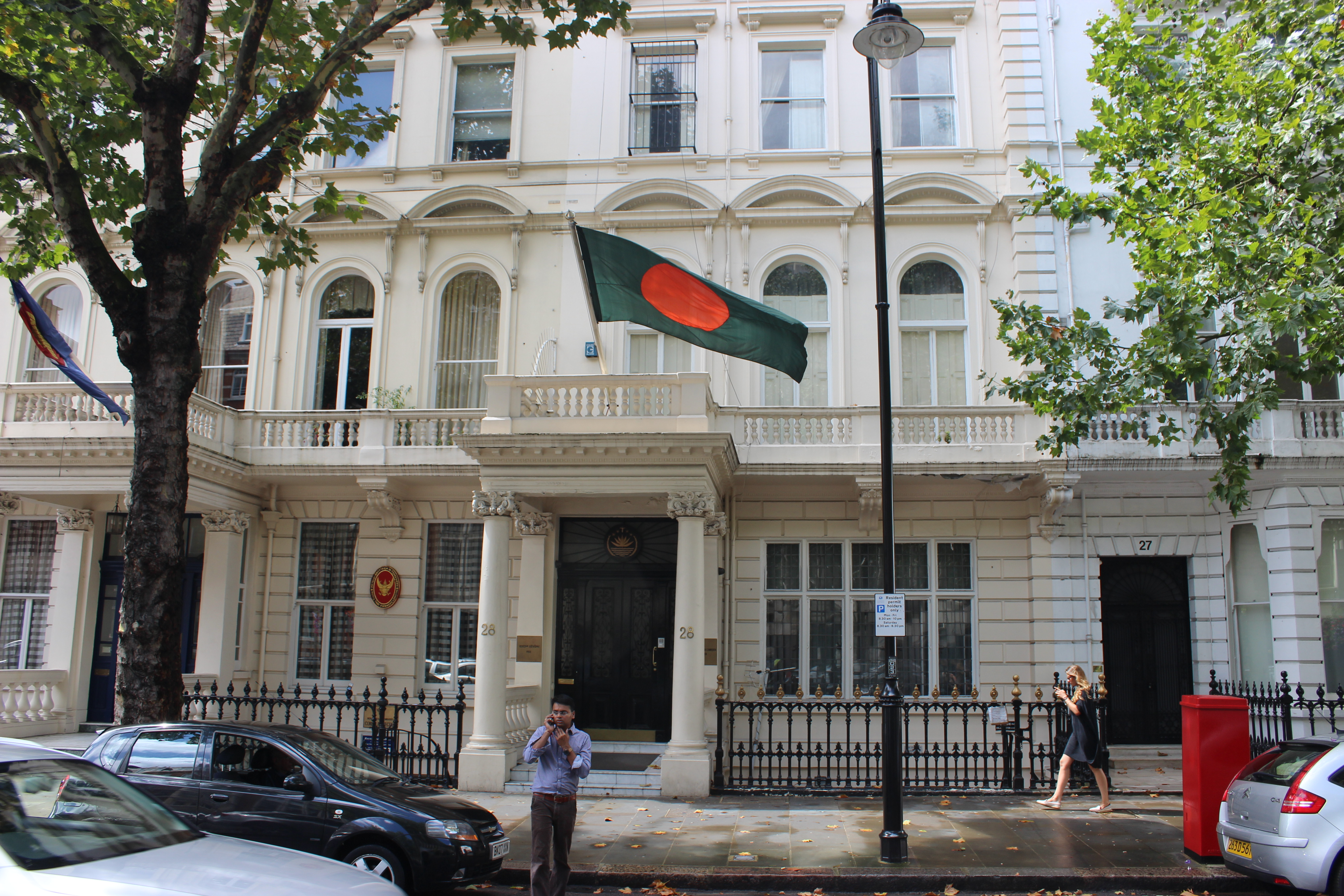
Le haut-commissariat du Bangladesh à Londres

Les liens entre la Grande-Bretagne et le Bangladesh remontent au Raj britannique, le Bengale a été annexé en 1757. Pendant la guerre de libération du Bangladesh, la Grande-Bretagne a offert un refuge aux diplomates et aux personnes qui ont fui le conflit. Le gouvernement, les politiciens et les médias britanniques ont également critiqué les atrocités commises au Bangladesh et certains ont exprimé leur sympathie pour le Mukti Bahini. Le 4 février 1972, la Grande-Bretagne a reconnu le Bangladesh comme un pays indépendant. Cela a conduit à la reconnaissance finale du Bangladesh par d'autres nations européennes et du Commonwealth et à l'intégration du Bangladesh dans le même Commonwealth le 18 avril 1972. La Grande-Bretagne possède la deuxième plus grande diaspora bangladaise du monde occidental, qui compte aujourd'hui environ 500 000 personnes, dont la plupart ont des liens avec la région de Sylhet,. Le plus grand festival asiatique en plein air d'Europe, Boishakhi Mela (en), est un événement bangladais qui se tient à Londres.
En 1971, entendant la détresse de Ravi Shankar, l'ancien guitariste principal des Beatles, George Harrison, a aidé à organiser le Concert pour le Bangladesh au Madison Square Garden. À cette époque, le Bangladesh était ravagé par les inondations, la famine et la guerre de libération du Bangladesh, qui a fait fuir 10 millions de personnes — pour la plupart des femmes et des enfants — de leurs foyers. Le Concert pour le Bangladesh a été l'un des efforts humanitaires les plus ambitieux de l'histoire de la musique rock, et a attiré l'attention du monde entier sur la crise au Bangladesh tout en sensibilisant à l'UNICEF et à son rôle dans le monde en développement,.

## Relations modernes
En mars 2008, Fakhruddin Ahmed s'était rendu au numéro 10 pour discuter de l'augmentation des investissements britanniques et de la coopération en matière de défense et de commerce, notamment en ce qui concerne la lutte contre le terrorisme.
Lors du 7e sommet de l'International Institute for Strategic Studies sur la sécurité en Asie à Singapour, le conseiller étranger du Bangladesh, Iftekhar Ahmed Chowdhury, a rencontré en marge le ministre britannique de la défense, Des Browne, pour discuter des relations entre les deux pays en matière de sécurité et de défense. M. Browne a déclaré qu'il espérait que les valeurs de modernisation du Bangladesh puissent atteindre la diaspora bangladaise au Royaume-Uni.

## Bangladais britanniques
Le média ethnique bangladais au Royaume-Uni est l'un des plus anciens et des plus importants médias bangladais du monde et a acquis une réputation de premier plan avec cinq chaînes de télévision et plus de douze quotidiens/hebdomadaires. Ces médias font un travail louable de sensibilisation des deuxième et troisième générations de Bangladais de Grande-Bretagne à la culture bangladaise.

## Visites d'État
De nombreuses visites de délégations ont eu lieu depuis la visite du ministre des affaires étrangères, Sir Alec Douglas-Home, au Bangladesh en juin 1972. La première visite d'un premier ministre a été celle de James Callaghan en 1978. Les autres premiers ministres qui se sont rendus au Bangladesh sont John Major, lors d'une visite de trois jours du 10 au 12 janvier 1997, et Tony Blair en 2002. Des présidents et des premiers ministres du Bangladesh tels que Sheikh Mujib, en 1972, Ziaur Rahman, en juin 1980 et Fakhruddin Ahmed, en mars 2008, se sont rendus au Royaume-Uni. La Première ministre du Bangladesh, Sheikh Hasina, a effectué une visite officielle au Royaume-Uni du 26 au 30 janvier 2011. Au cours de cette visite, elle a eu des entretiens bilatéraux avec le Premier ministre britannique, David Cameron, le 27 janvier 2011. Son Altesse Royale la Princesse Royale, la Princesse Anne, a visité le Bangladesh en mars 2011. Il s'agissait de sa quatrième visite au Bangladesh, au cours de laquelle elle a rencontré le Président, le Premier ministre et les membres de la société civile.
Le Premier ministre bangladeshi, Sheikh Hasina, s'est rendu au Royaume-Uni pour le Girl Summit à Londres. Plus important encore, c'était la première visite de Hasina dans un pays occidental après les élections de 2014. Elle a mis l'accent sur les relations bilatérales entre le Bangladesh et le Royaume-Uni pour expliquer les résultats positifs de sa participation au Girl Summit avec le Premier ministre britannique David Cameron,.

## Aide britannique au Bangladesh
Le Bangladesh et le Royaume-Uni ont organisé conjointement la conférence de Londres sur le changement climatique qui s'est tenue le 10 septembre 2008. La conférence a été organisée principalement pour mettre en évidence les plans stratégiques du Bangladesh visant à atténuer les effets du changement climatique ainsi que pour aider à renforcer ses programmes d'adaptation. La Conférence de Londres a également établi un Fonds fiduciaire multi-donateurs pour le Bangladesh. Le Royaume-Uni a promis 75 millions de livres sterling (sur cinq ans) pour soutenir le Bangladesh dans son programme d'adaptation face aux effets néfastes du changement climatique,.
En 2009, l'engagement du Royaume-Uni en faveur du développement était de 216 millions de dollars, qui est passé à environ 250 millions de dollars pour 2010. Dernièrement, le ministère du développement international (DFID) a annoncé qu'il dépenserait un milliard de livres sterling au Bangladesh entre 2011 et 2015. Il s'est engagé à dépenser en moyenne 250 millions de livres sterling par an entre 2011 et 2015. Il est intéressant de noter que, malgré l'effondrement financier mondial et la réduction mondiale du flux d'aide, l'aide au développement du Royaume-Uni a augmenté de manière significative. L'aide totale du Royaume-Uni au Bangladesh depuis son indépendance s'élève à environ trois milliards de livres sterling.

## Commerce et investissement
Le commerce bilatéral de biens et de services a connu une croissance de plus de 119 % entre 2007 et 2012. En 2013, le Royaume-Uni a exporté pour 450 millions de livres sterling de biens et de services vers le Bangladesh. 71% de ce montant était constitué de services. Les exportations de biens s'élevaient à 131 millions de livres sterling en 2014. Les principales exportations du Royaume-Uni vers le Bangladesh en 2013 étaient des chaudières, des machines et des appareils mécaniques, des pièces détachées, des machines et des équipements électriques ; des enregistreurs et des reproducteurs de son, des enregistreurs et des reproducteurs d'images et de sons de télévision, des résidus et des déchets de fer et d'acier provenant des industries alimentaires ; du fourrage préparé pour animaux.
Le Royaume-Uni est la troisième destination des exportations du Bangladesh, après les États-Unis et l'Allemagne. Au fil des ans, les exportations du Bangladesh vers le Royaume-Uni ont connu une croissance annuelle régulière. En 2010-2011, les exportations totales du Bangladesh vers le Royaume-Uni se sont élevées à 2,001 milliards de dollars, soit 33 % de plus que l'année précédente. Parmi les grandes entreprises britanniques présentes au Bangladesh, citons, entre autres, Aventis, British American Tobacco, Cairn Energy, GEC, GlaxoSmithKline, HSBC, Price Waterhouse Coopers, Reckitt Benckiser, Standard Chartered, Tetley, Tullow Bangladesh et Unilever. Le Royaume-Uni a été l'une des principales sources de transferts de fonds. À l'heure actuelle, le Royaume-Uni en est la cinquième source et le flux réel de ces transferts en provenance du Royaume-Uni pour la période 2009-2011 est de 890 millions de dollars.
Au cours de l'année fiscale 2012-13, il a exporté pour 2,2 milliards de dollars de biens vers le Royaume-Uni et a importé pour deux milliards de dollars de biens et services en provenance du Royaume-Uni.

## Coopération en matière de défense et de sécurité
Le Royaume-Uni a également été une victime directe des attaques terroristes lors des attentats de Londres du 7 juillet 2005. Le Bangladesh et le Royaume-Uni coopèrent étroitement dans ce domaine particulier. Les deux gouvernements travaillent ensemble pour favoriser la meilleure coopération possible dans les mesures antiterroristes. La première réunion du groupe de travail conjoint Bangladesh - Royaume-Uni (GTC) sur la lutte contre le terrorisme s'est tenue à Dacca le 28 juin 2009. Le concept de groupe de travail conjoint est celui d'une « méthode informelle d'engagement" pour faciliter le dialogue entre les deux gouvernements sur les normes convenues ». L'objectif du GTC est d'identifier les domaines actuels de coopération antiterroriste et les moyens de les améliorer, d'identifier de nouveaux domaines d'engagement dans la lutte contre le terrorisme et de partager des points de vue et des expériences sur les meilleures pratiques. L'étendue de la coopération antiterroriste comprend la formation et le partage d'informations.
La Royal Navy a également fourni des conseils techniques pour la mise en place d'importantes infrastructures de la marine bangladaise. Les deux forces armées ont également travaillé en étroite collaboration dans le cadre des missions de maintien de la paix des Nations unies et de la guerre contre le terrorisme. L'échange de visites militaires de haut niveau a également été une caractéristique de la coopération en matière de défense entre les deux pays. Cette coopération devrait se développer à l'avenir.